# Phellopsini
Phellopsini es una  tribu de coleópteros polífagos tenebrionoideos pertenecientes a la familia Zopheridae.  Contiene un solo género: Phellopsis con las siguientes especies.

## Especies
Comprende las siguientes especies:
- Phellopsis amurensis Heyden, 1885
- Phellopsis chinensis Semenov, 1893
- Phellopsis montana	Casey 1907
- Phellopsis obcordata	(Kirby 1837)
- Phellopsis porcata	(LeConte 1853)
- Phellopsis robustula	Casey 1907
- Phellopsis suberea	Lewis 1887
- Phellopsis yulongensis	Foley & Ivie 2008